# 龙尾错
龙尾错（藏語：འབྲུག་མཇུག་མཚོ，威利转写：'brug mjug mtsho，THL：Drukjuk Tso）位于中国西藏自治区那曲市尼玛县境内，地处尼玛县北部，因位于长龙山、龙首山之尾，故名。湖面海拔4924米，面积43.8平方公里。湖水主要依靠地表径流和地下水补给，集水区面积896.2平方公里，补给系数20.5。